# Zarija Lambulić
Zarija Lambulić (in serbo Зарија Ламбулић?; Peć, 25 maggio 1998) è un calciatore serbo, difensore svincolato.

## Caratteristiche tecniche
È un difensore centrale.

## Carriera

### Nazionale
Il 16 ottobre 2018 ha esordito con la nazionale Under-21 serba disputando il match di qualificazione per gli Europei del 2019 pareggiato 0-0 contro l'Armenia.

## Palmarès

### Competizioni nazionali
- Prva Liga Srbija: 1

Proleter Novi Sad: 2017-2018